# 艾昂顿 (路易斯安那州)

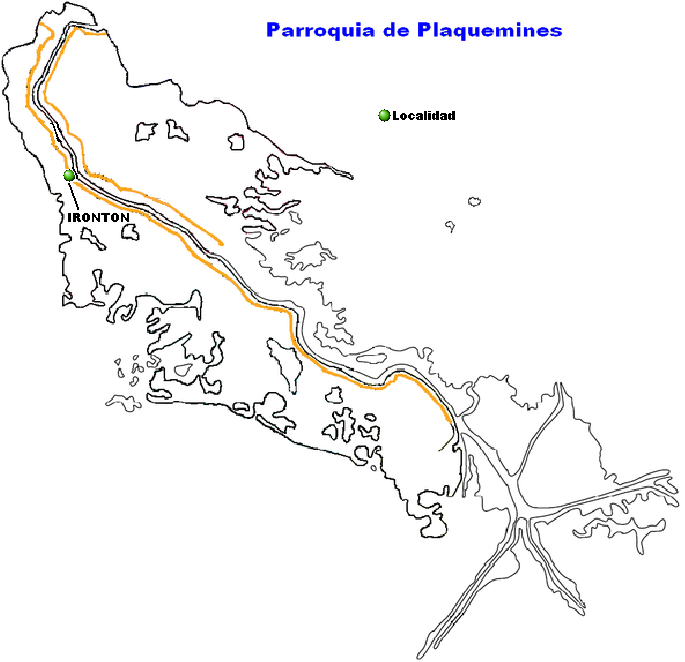
艾昂顿在普拉克明堂区的位置

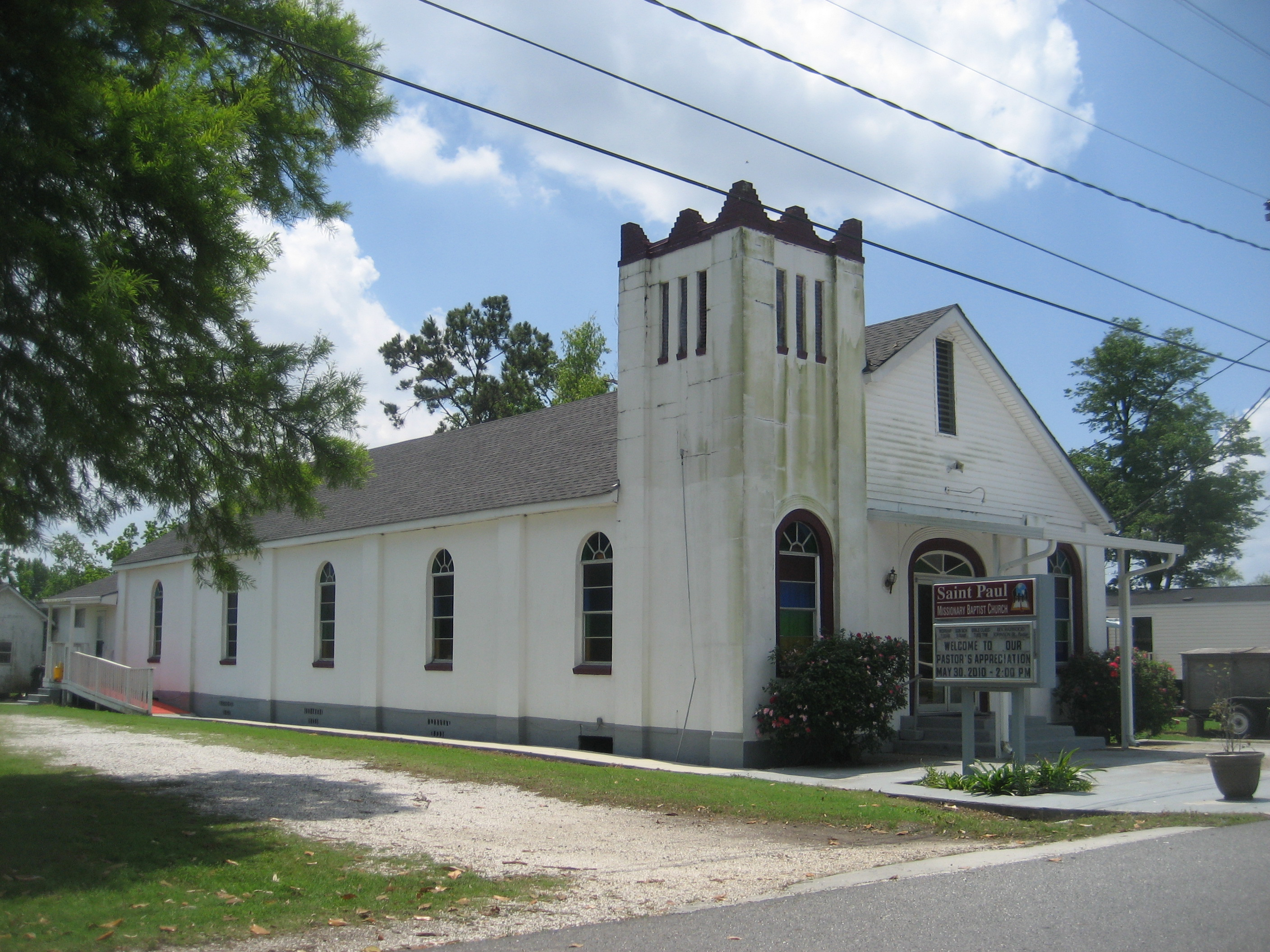
艾昂顿的圣保罗传教浸信会教堂

艾昂顿（英語：Ironton）是美国路易斯安那州普拉克明堂区的一个非建制地區。
它位于密西西比河的西岸，在23号路易斯安那州州道与密西西比河之间。艾昂顿历来黑人人口占多数，长期以来基础设施落后，自来水都无法提供，这一情况1980年代经由《时代》杂志和哥伦比亚广播公司的60分鐘节目披露后有所好转。
和附近的地区一样，艾昂顿在2005年的飓风卡特里娜及其产生的风暴潮中被摧毁。